# Wissekerke
Wissekerke is een buurtschap bij 's-Heer Hendrikskinderen in de gemeente Goes in de provincie Zeeland. Tot 1816 was Wissekerke een aparte gemeente, die per 1 januari 1816 opging in 's-Heer Hendrikskinderen. Het gemeentewapen werd pas op 31 juli 1817 door de Hoge Raad van Adel bevestigd.

## Ambachtsheerlijkheid
Waarschijnlijk is de ambachtsheerlijkheid Wissekerke eerst eigendom van het geslacht Van Schenge geweest en is Wisse van Schenge de naamgever geworden. Later was het ambacht van de familie Van Borsele. In 1686 werd Isaak de Perponchcr Sedlnitski eigenaar.
In 1705 kocht Johan van Sonsbeeck de heerlijkheid, die haar na liet aan zijn dochter Anna. Deze Anna huwde in 1754 met Frederik Willem Egter, waarmee de heerlijkheid Wissekerke in de familie Egter kwam en de familienaam Egter van Wissekerke ontstond.
Tot op heden is de ambachtsheerlijkheid Wissekerke nog steeds eigendom van de familie Egter van Wissekerke.

## Geboren in Wissekerke
- Johan de Kanter, 1762

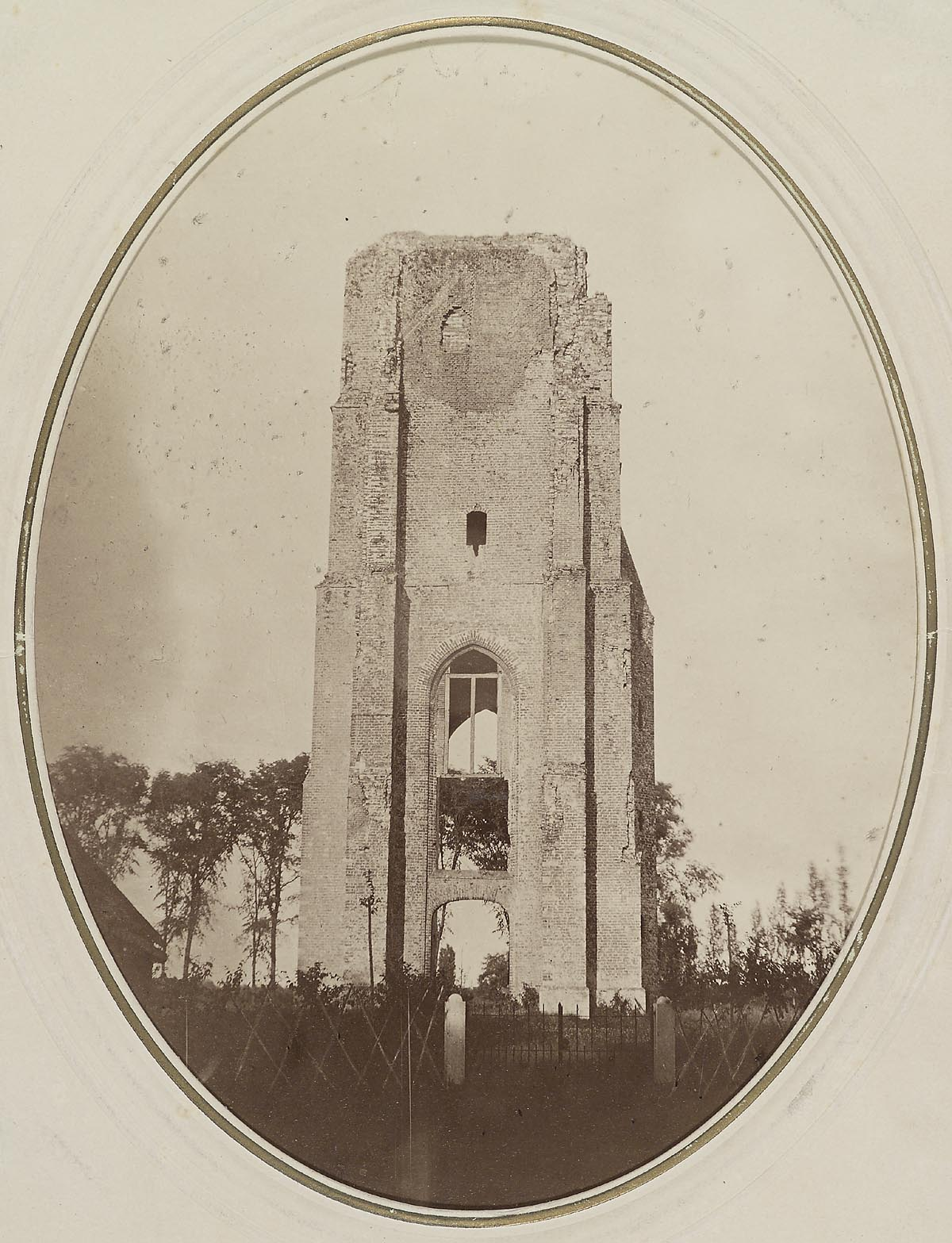
Wissekerke, kerktoren 1872
Gemeentewapen (met grond en extra tros)
Ambachtsheerlijkheidswapen Wiskerk(zonder grond)